# Logor Beli Manastir
Nakon okupacije Baranje 1991., samoproglašena Republika Srpska Krajina organizirala je nekoliko lokacija za držanje zatočenih hrvatskih vojnika i civila u Belom Manastiru tijekom Domovinskog rata.
Jedna hrvatska žena dala je iskaz da su njena supruga uhitili pobunjeni Srbi rujna 1991. i zadržali ga 10 dana u zatočeničkom postrojenju u Belom Manastiru. Zahvaljujući intervenciji srpskog prijatelja njene kćeri, ženi je dopušteno posjetiti supruga, a ondje je navodno izbrojala 38 zatvorenika.
ESS navodi da nije bio u stanju potvrditi postojanje logora u Belom Manastiru od neovisnih izvora, ali je potvrđeno postojanje zatvora, skladišta na Dunavu (kapaciteta za držanje 2.500 zatvorenika) i policijske stanice (kapaciteta za držanje 300 zatvorenika) u kojima su držani zatvorenici. Međunarodni odbor Crvenog križa posjetio je lokaciju zatvora 29. travnja 1992.
Prema svjedočenju bivšeg zatvorenika, bio je tri tjedna zatvoren u policijskoj postaji u čeliji, zajedno s još dvoje ljudi. Veličina čelije bila je 1.2 puta 1.8 metara. Potom je prebačen na tri tjedna u drugu čeliju, veličine tri puta četiri metara, u kojoj je bilo devetero ljudi. Dobivali su samo jedna obrok dnevno. Kada bi tražili odlazak na zahod, dobivali bi batina, a zbog izostanka tuša i/ili pranja dobili su uši. Barem jednog čovjeka su stražari prebili do smrti a ostali su zatvorenici vršili prisilni rad, kao što je istovaranje ugljena iz vagona. Svjedok tvrdi da je izveden pred sud, ali da mu nikada nisu pročitali optužbu.
Reintegracijom Baranje u teritorij Hrvatske 1996. – 1998., sva ad hoc zatočenička postrojenja su postala stvar prošlosti.

## Suđenja
2009., zbog sumnji da su počinili ratni zločin protiv civilnog stanovništva u hrvatskom gradu Belom Manastiru u drugoj polovici 1991. godine, temeljem naloga Tužiteljstva za ratne zločine srbijanska policija uhitila je četiri osobe dok je peti osumnjičeni u bijegu. Uhićeni se sumnjiče za ubojstva najmanje šest civila nesrpske nacionalnosti, protuzakonita zatvaranja, povredu tjelesnog integriteta, zastrašivanje, teror, mučenja i nečovječna postupanja.